# سرگئی گاردیف
سرگئی ولادیمیرویچ گاردیف (روسی: Горде́ев Серге́й Владимировича؛ زادهٔ ۱۹۷۰ میلادی) اَنیماتور، کارگردان فیلم، فیلم‌نامه‌نویس، عکاس اهل روسیه است.
از فیلم‌ها یا مجموعه‌های تلویزیونی که وی در آن‌ها نقش داشته است، می‌توان به کومی-کومی و تپلی‌های پردردسر اشاره نمود.
در حال حاضر، او به همراه همسرش گالینا، دوره «خلاقیت و پس‌پردازش در ادوبی فتوشاپ» را در مدرسه آنلاین عکاسی تدریس می‌کند.